# Zene Moldvából
A Zene Moldvából a Kárpátia Folkműhely együttes 2001-es népzenealbuma.

## Közreműködtek
- Eredics Dávid - klarinét, szaxofon
- Bolya Dániel - furulya, kaval, tilinkó
- Bolya Mátyás - koboz, citera
- Jakabffy Balázs - derbuka, davul, daf
- Nyíri László - hegedű
- Búzás Attila - nagybőgő
- Palya Bea - ének
- Balogh Sándor - fuvola, tilinkó
- Havasréti Pál - bőgő
- Karacs Gyula - brácsa, négyhúros brácsa
- Balogh Antal – kaval

## Számlista
1. Gergel
2. Tilinkó
3. Pakulár
4. Öregé
5. Archív
6. Magyaros
7. Rózsa
8. Hetes
9. Hatos
10. Stica
11. Keserves és Kezesek
12. Kecskések
13. Dedoj
14. Bulgáros